# Conquer Divide
Conquer Divide is een posthardcoreband afkomstig uit Michigan. De bandleden zijn allen vrouwelijk en komen uit Canada, de Verenigde Staten en het Verenigd Koninkrijk. Een voormalig bandlid is afkomstig uit Servië. 

## Biografie
De band werd opgericht eind 2012 door gitarist en songwriter Kristen Sturgis en zangeres Suzie Reagan, en in 2013 werd de bezetting van de band gecompleteerd met de toevoeging van bassist Sarah Stonebraker, drummer Tamara Tadic en zangeres Kiarely Castillo. Het concept voor de band bestond volgens producer Joey Sturgis overigens al sinds 2005. Op 1 maart 2014 maakte de band bekend dat zij de uit Liverpool afkomstige YouTube-gitarist Izzy Johnson aan hun line-up hadden toegevoegd. Korte tijd later verliet Suzie Reagan de band vanwege onoverkomelijke verschillen in inzicht. Zij werd vervangen door Janel Monique.
Op 2 december 2013 bracht de band een tekstvideo uit via het YouTube-kanaal van BryanStars voor hun eerste single Eyes Wide Shut. Zij kregen hierna meerdere aanbiedingen van platenlabels en tekenden uiteindelijk midden-2014 een contract bij Artery Recordings. 
Op 24 juli 2015 bracht de band in het Hard Rock Cafe van Las Vegas haar zelf-getitelde debuutalbum uit. Het album is geproduceerd door Joey Sturgis en bevat gastoptredens van Denis Shaforostov (Asking Alexandria) en Andrew Oliver (I See Stars). Ter ondersteuning van het album toerde de band excessief, onder andere met de eigen Allstars Tour. Ook stonden ze onder meer op de festivals South By Southwest, South By So What and Treasure Fest als support voor bands als Crown the Empire, Beartooth, In This Moment, Motionless in White, Attila, The Color Morale, For Today, Sirens and Sailors, Like Moths to Flames, Marmozets, Chiodos, Palisades, Kublai Kahn en Enter Shikari. Ook deden ze het voorprogramma voor optredens van onder meer Upon a Burning Body, Dance Gavin Dance, iwrestledabearonce, Capture the Crown, Outline in Color, Alesana, Dayshell, A Skylit Drive en Oceano.
Op 25 december 2015 kondigde de band via Facebook aan dat bassist Sarah Stonebraker de band op goede voet verlaten had en dat zij vervangen zou worden door Ashley Colby. Begin 2016 moest Izzy Johnson vanwege een operatie aan haar pols de reeds geplande toer aan zich voorbij laten gaan. Zij werd voor deze toer vervangen door SycAmour-gitarist Blake Howard. Het nummer Sink Your Teeth Into This was in 2016 te horen in een National Hockey League reclame voor de Detroit Red Wings.
In de daaropvolgende jaren werd het steeds rustiger rondom de band, maar op 3 augustus 2020 kwam de band via Facebook met de mededeling dat ze nog steeds actief waren en een aankondiging van nieuwe muziek.

## Bezetting
| Huidige leden - Kiarely "Kia" Castillo - zang (2013-heden) - Janel Monique - screams (2014–heden), achtergrondvocalen (2014–heden) - Kristen Sturgis - slaggitaar (2013–heden), bas (2017–heden), drums (2017–2018), leidende gitaar (2013–2014) - Isabel "Izzy" Johnson - leidende gitaar (2014–heden), bas (2017–heden), drums (2017–2018) - Samantha Landa - drums (2020-heden) | Voormalige leden - Tamara Tadic - drums (2013–2017) - Sarah Stonebraker - bas (2013-2015) - Ashley Colby - bas (2015–2017) - Suzie Reagan - screams, slaggitaar (2013-2014), zang (2013) |

Tijdlijn

## Discografie
Studioalbums
- 2015 - Conquer Divide